# Beatus
|  | Per a altres significats, vegeu «Beat (desambiguació)». |

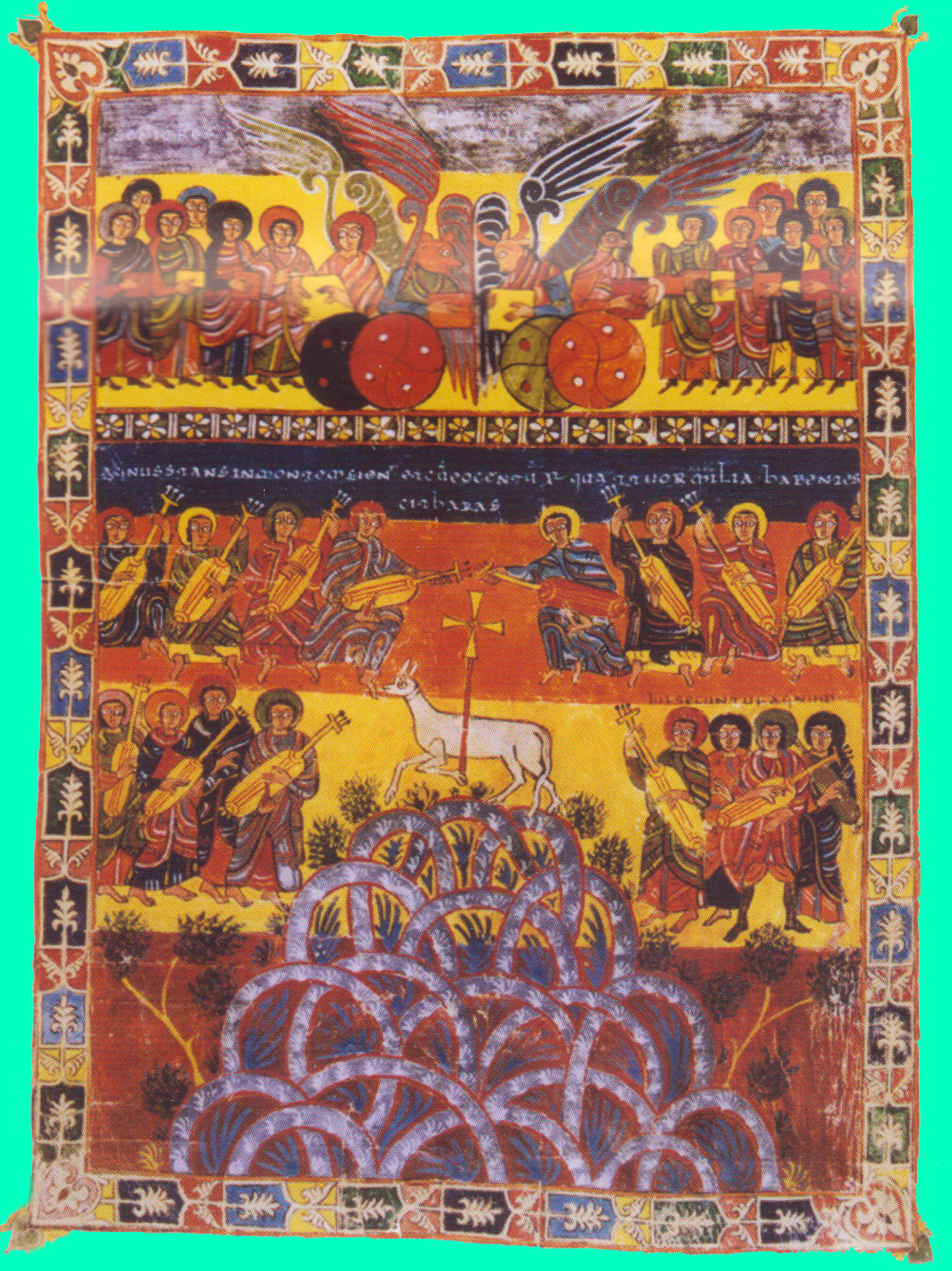
Miniatura del Beatus Morgan, fol. 174v

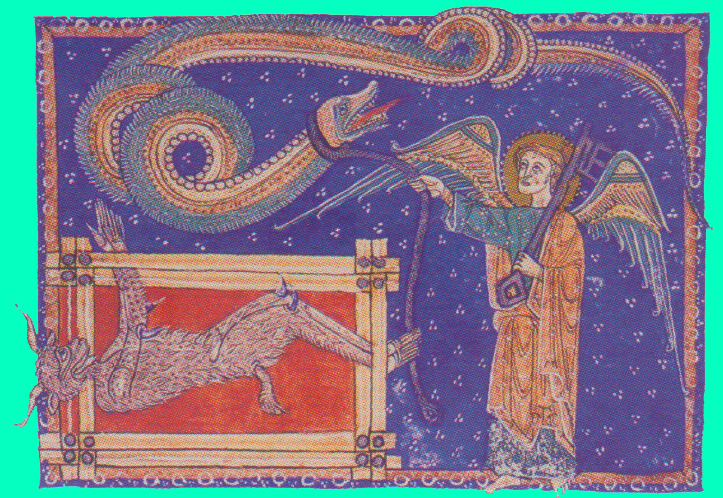
Miniatura d'un beatus

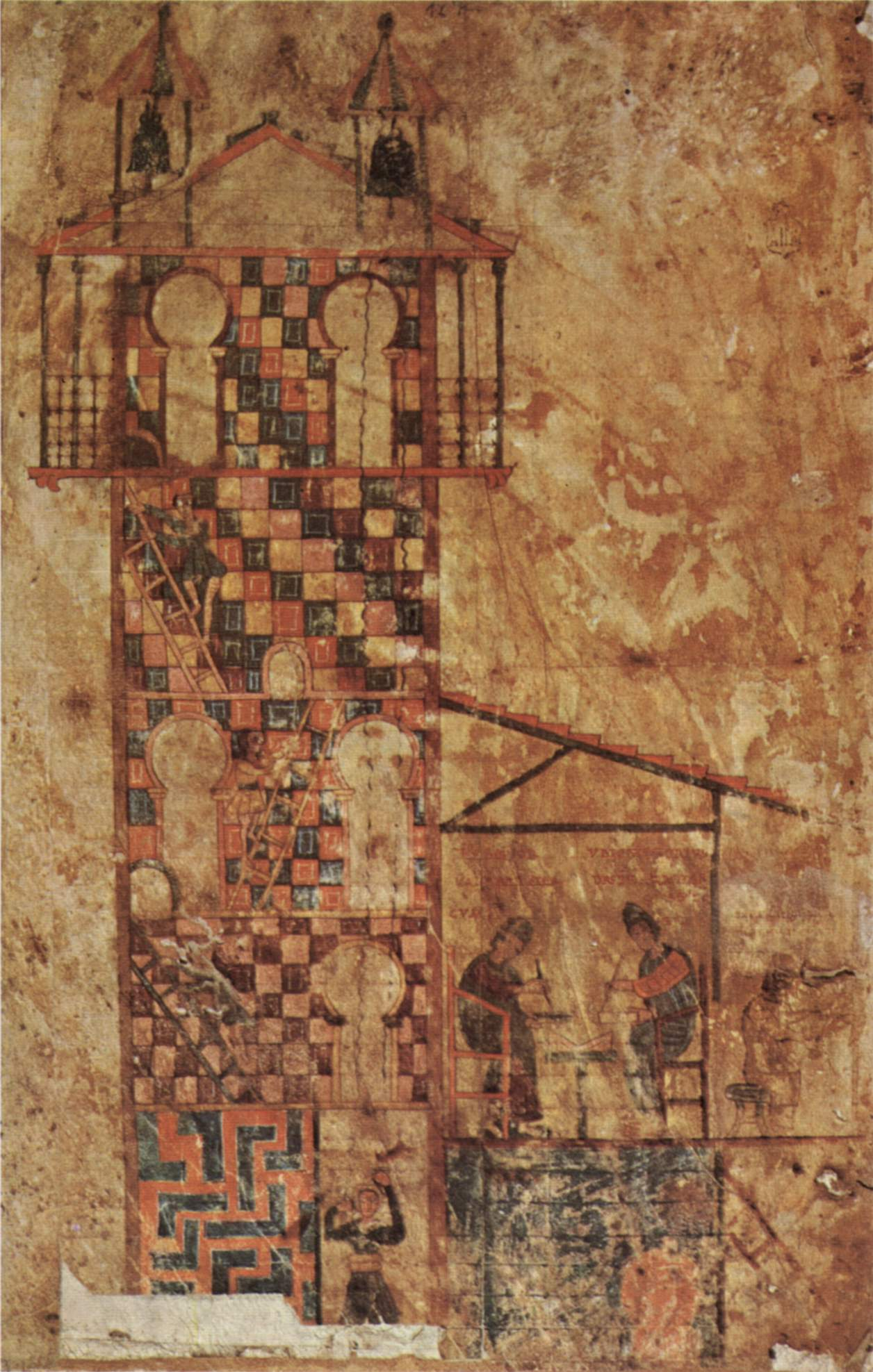
Foli afegit al Beatus de Tábara on es mostra un scriptorium en una torre amb els diferents especialistes que treballen amb els còdexs (miniaturistes, cal·lígrafs)

Els beatus (o beats) són els còdexs amb miniatures derivats del Comentari a l'Apocalipsi de Beat de Lièbana, en què s'interpretava el llibre de l'Apocalipsi de Sant Joan.
Beat va plasmar en escrit i segurament també en imatges la lluita del mal contra les forces triomfants del bé i del cel, i explicava com seria la segona vinguda de Crist i la fi del món. L'obra original es va perdre, però fou molt copiada i n'han arribat als nostres dies fins a 24 còpies, conegudes com a beatus, realitzades la majoria a les scriptoria dels monestirs castellans entre els segles IX i XIII.
Per fer aquestos beatus, calia la cooperació entre diversos monjos, segons es mostra a una làmina de la torre del monestir de Tábara (vegeu il·lustració): el pergaminer, el copista, l'il·lustrador i l'enquadernador. El nom d'alguns d'aquestos artistes s'ha conservat. Els monestirs productors eren de Lleó, Zamora, Palència, Burgos i la Rioja. Cada beatus tenia unes 90 il·lustracions relacionades amb l'Apocalipsi; a vegades incorporava altres passatges de la Bíblia i dels sants pares, seccions que es van anar afegint amb els anys; també es van acabar incorporant genealogies i mapes. El dibuix és esplèndid i de gran colorit i força expressiva; la iconografia deriva de models nord-africans i carolingis. Destaca la simbologia vegetal i numèrica i l'animalística de caràcter fantasiós, que marcarà l'evolució de la iconografia romànica.
A Catalunya es conserven el Beatus de Girona i el Beatus de la Seu d'Urgell, importats; el Beatus de Torí és una còpia del Beatus de Girona feta a Catalunya.

## Inventari dels beatus conservats
Per ordre cronològic i per famílies de manuscrits els beatus il·luminats són els següents:
- Foli solt de Silos, anomenat fragment de Nájera o de Cirueña o Beatus de Cirueña (finals del s. IX; Silos, Biblioteca del Monasterio de Santo Domingo, frag. 4)

### Beatus del grup I
- Beatus Emilianense o Beatus primer de la Biblioteca Nacional d'Espanya (2n terç del segle x; Madrid, Biblioteca Nacional d'Espanya, Ms. Vit. 14.1)
- Beatus de San Millán (darrer quart del segle x, acabat el segle XII; Madrid, Real Academia de la Historia, Cod. 33)
- Beatus de l'Escorial (vers l'any 1000; El Escorial, Biblioteca del Monasterio San Lorenzo el Real, Cod. & II. 5)
- Beatus de Fanlo (1040-60; només n'hi ha una còpia de set pàgines, molt acurada, del segle XVII; Nova York, Pierpont Morgan Library, Ms. 1079)
- Beatus de Saint-Sever (1060; París, Biblioteca Nacional de França, MS lat. 8878)
- Beatus d'Osma (1086; Arxiu de la Catedral de Burgo de Osma, Cod. 1)
- Beatus de Ginebra (s. XI; copiat al sud d'Itàlia, a la regió de Benevento; Ginebra, Bibliothèque de Genève, Ms. lat. 357)
- Beatus de Lorvão (1189; Lisboa, Arquivo Nacional da Torre do Tombo, cod. 44) (cal afegir, a més, el beatus d'Alcobaça Arxivat 2017-01-03 a Wayback Machine., còpia del de Lorvão, no il·luminat)
- Beatus de Navarra (s. XII; París, Biblioteca Nacional de França, Ms. Nouv. Acq. Lat.1366)
- Beatus de Berlín (s. XII; Berlín, Staatsbibliothek Preussischer Kulturbesitz, MS Theol. lat. Fol. 561)
- Beatus Corsini (s. XII; Roma, Biblioteca dell'Accademia Nazionale dei Lincei e Corsiniana, Segn. 40.E.6)

### Beatus del grup IIa
- Beatus Morgan (940-945; Nova York, Pierpont Morgan Library, MS 644)
- Beatus de Valcavado (970; Biblioteca de la Santa Cruz de Valladolid, MS 433)
- Beatus de la Seu d'Urgell (darrer quart del s. X, Museu Diocesà de la Seu d'Urgell, Ms. 26)
- Beatus de Ferran i Sança (1047; Madrid, Biblioteca Nacional d'Espanya, Ms. Vit. 14.2)
- Beatus de Silos (1091; Londres, British Museum, Add. MS 11695)

### Beatus del grup IIb
- Beatus de Tábara (968-970; Madrid, Archivo Histórico Nacional, Cod. 1097B)
- Beatus de Girona (975; Arxiu de la Catedral de Girona, Ms. 7)
- Beatus de Torí (1100; Torí, Biblioteca Nazionale Universitaria, Sgn I.II.1; còpia feta a Catalunya del Beatus de Girona)
- Beatus Rylands (1175; Manchester, John Rylands Library, Latin MS 8)
- Beatus de Cardeña (1180; conservat fragmentat en quatre biblioteques diferents; la part principal al Museo Arqueológico Nacional de Madrid; manquen folis)
- Beatus de Arroyo (1a meitat del segle xiii; París, Biblioteca Nacional, Nouv. Acq. Lat. 2290 i 1 foli a Nova York, Bernard H. Breslauer Collection, Paul Getty Museum)
- Beatus de Las Huelgas (segle xiii, Nova York, Pierpont Morgan Library, Ms M.429)

A més, en diverses biblioteques es conserven fragments (a vegades un o dos folis, sovint no il·luminats): Beatus de Sahagún Arxivat 2017-01-03 a Wayback Machine., de l'ACA Arxivat 2017-01-03 a Wayback Machine., de la Biblioteca de Montserrat, de l'Arxiu Històric Provincial de Zamora (Beato_de_Zamora), etc.
El beatus d'Alcobaça (Biblioteca Nacional de Portugal. Signatura: Códice Alcobacense - ALC. 247; copiat el segle xiii a Santa Maria de Alcobaça, Leiria, Portugal) és un rar exemplar no il·luminat. Accés a la còpia digitalizada (Apocalipse_de_Alcobaça)